# Pfaidlerei
Pfaidlerei ist eine österreichische Bezeichnung für ein Bettwaren-, Hemden- oder Kurzwarengeschäft. Diese Gewerbebezeichnung gilt heute als veraltet, das aktuelle Österreichische Wörterbuch führt den Begriff nicht mehr. Er findet sich jedoch häufig in literarischen Quellen des 19. und frühen 20. Jahrhunderts. Etymologisch steckt in dem Begriff das bairische Wort „Pfoad“ (siehe Bairische Kennwörter), das in der Schreibweise „Pfaid“ damals auch in der Schriftsprache verwendet wurde und „Hemd“, bzw. „Oberkleid“ bedeutet.
In Joseph Roths Roman Die Geschichte von der 1002. Nacht betreibt die Protagonistin Mizzi Schinagl eine Pfaidlerei. Diese hat ihr Baron Taittinger finanziert anstelle von Alimentezahlungen, nachdem sie von ihm schwanger geworden war. Im Roman wird behauptet, dass dies damals ein übliches Vorgehen war, wenn Herren aus besserem Hause eine junge Dame aus unterem Stande derart kompromittierten. In Johann Nepomuk Nestroys Theaterstück Das Mädl aus der Vorstadt spielt ein Teil der Handlung in einer Pfaidlerei. Aus der Biographie von Ludwig Anzengruber ist bekannt, dass seine verarmte Mutter eine Pfaidlerei in Wien betrieb, um dem Sohn den Schulbesuch finanzieren zu können.
Aufgrund der damaligen Gewerbeordnung war die Zahl der Pfaidlereien beschränkt und das Privileg eine solche zu führen, konnte nur vererbt werden. Einige heute noch existierende Wiener Bekleidungsgeschäfte und -ketten gehen ursprünglich auf solche Pfaidlereien zurück, etwa die Firma Brieftaube, der Herrenausstatter Malowan & Franz, sowie Joseph Kranner & Söhne im 1. Wiener Gemeindebezirk oder die Firma Bettwaren Birkowitsch in Wien-Ottakring.